# 通布卡语
通布卡语（英語：Tumbuka language，通布卡语：或，意為通布卡人的語言）是班图语一支，主要在马拉维北部地区和赞比亚的隆達濟地区使用。  通布卡语与齐切瓦语和塞纳语属于同一语群（ 班圖語言的格思裡分類 ）。 
根據1998年的《世界年鉴》估计大约有2,000,000名通布卡语使用者，尽管其他来源估计使用人数要少得多。据说大多数讲通布卡语的人都住在马拉维。 通布卡语是马拉维北部地区使用最广泛的语言，尤其是在倫比、姆祖祖和姆津巴地区。
马拉维城市中使用的通布卡语（許多詞借用斯瓦希里语和齐切瓦语 ）与乡村中使用的通布卡语存在很大差异。  姆津巴方言則受到祖鲁语影响，  在有些詞彙上甚至出現搭嘴音，這在通布卡语其它方言並沒有发生。 
自1968年以来，由于馬拉維總統黑斯廷斯·卡穆祖·班达的「一個民族，一种语言」的政策，通布卡语的使用受到了影响，它失去了在马拉维官方語言的地位， 導致通布卡语在学校課程，国家广播电台和印刷媒体中禁止使用。  随着1994年馬拉維民主化和多党制的到来，在馬拉維的广播上再次开播通布卡語的节目，但是通布卡語的书籍和其他出版物的数量仍然很少。 